# Тванн
Тванн (Дуанн) до 31 грудня 2009 року, був муніципалітет в адміністративному районі Нідау в кантоні Берн у Швейцарії. 1 січня 2010 року був об’єднаний з муніципалітетом Тюшерц-Альферме, утворивши муніципалітет Тванн-Тюшерц.
На додаток до житлової громади, є також протестантсько-реформатська парафія (разом з Тюшерц-Альферме) і громадська громада.
Тванн становить 86,9 % німецькомовної спільноти. 6 % населення є франкомовними.

## Географія
Тванн розташований у Бернському озері на північному березі озера Біль. Він складається з районів Тванн, Вінграйс і Гайхт. Сусідні муніципалітети, починаючи за годинниковою стрілкою з півночі, це Ламбоінг, Тюшерц-Альферме, Лігерц і Прелес. Також частиною муніципальної території є передня частина острова Святого Петра, яка межує з Ерлахом та Тваннбергом.

## Історія
Перша письмова згадка про це місце була в 1185 році, коли воно називалося Дуана. У 1225 році це місце стало Туанна. Місце згадується за назвою в опублікованому в 1950 році романі Фрідріха Дюрренматта «Суддя та його кат».
До 31 грудня 2009 року Тванн був окремим муніципалітетом.

## Транспорт
Тванн володіє станцією SBB на залізниці підніжжя Юри. Також є місце для посадки на кораблі BSG.

## Школи та установи
У Тванн є школа з 3-го по 9-й клас навчання. Через невеликі шкільні класи в муніципалітетах Тванн, Лігерц і Тюшерц-Альфермее три колишні школи були об’єднані в школи TLT 1 і 2, заняття відбуваються в Лігерці.